# Č

Č, č는 로마자의 C에 반대 곡절 부호가 붙은 글자다. 여러 가지 언어에서 대체로 무성 후치경 파찰음(/tʃ/)을 나타내는 데 쓰인다.

## 기원
Č는 15세기경 얀 후스의 개혁으로 체코 문자에 처음 들어간 것이 시초이다. 1830년 류데비트 가이가 크로아티아어에 같은 글자를 도입하였고, 이후 마케도니아어, 슬로바키아어, 슬로베니아어, 보스니아어, 라트비아어, 리투아니아어, 몬테네그로어 등의 다른 동유럽 언어와 베르베르어에서도 사용되기 시작하였다.

## 쓰임새
알파벳의 순서 위치는 언어에 따라 다른데 우선 체코어, 크로아티아어, 슬로베니아어, 보스니아어, 몬테네그로어, 세르비아어, 소르브어, 스콜트사미어, 라코타어, 베르베르어에서는 네번째 알파벳으로 취급된다. 북부 사미어와 발트어파의 리투아니아어, 라트비아어에서는 다섯번째 알파벳이다. 슬로바키아어에서는 여섯 번째다. 이밖에도 파슈토어 로마자 표기법 (چ에 대응), 시리아어 로마자 표기법, 사니치어, 몽골어 로마자 표기법 등에서도 사용된다.
키릴 문자에서는 Ч에 대응하며, 우크라이나어, 벨라루스어, 러시아어, 불가리아어의 로마자 표기법에서 쓰이기도 한다. 또 똑같이 키릴문자를 쓰는 마케도니아어, 몬테네그로어, 세르비아어, 벨라루스어에서도 로마자 표기법을 따를 경우 이 문자를 항상 쓴다.

## 컴퓨팅 코드
| 미리 보기      | Č                                 | Č                                 | č                               | č                               |
| -------------- | --------------------------------- | --------------------------------- | ------------------------------- | ------------------------------- |
| 유니코드 이름  | LATIN CAPITAL LETTER C WITH CARON | LATIN CAPITAL LETTER C WITH CARON | LATIN SMALL LETTER C WITH CARON | LATIN SMALL LETTER C WITH CARON |
| 인코딩         | 10진                              | 16진                              | 10진                            | 16진                            |
| 유니코드       | 268                               | U+010C                            | 269                             | U+010D                          |
| UTF-8          | 196 140                           | C4 8C                             | 196 141                         | C4 8D                           |
| 수치 문자 참조 | &#268;                            | &#x10C;                           | &#269;                          | &#x10D;                         |

## 관련 문자
반대 곡절 부호가 붙은 로마자들.
- Ǎ
- Ď
- Ě
- Ǧ
- Ȟ
- Ǐ
- Ǩ
- Ň
- Ǒ
- Ř
- Š
- Ť
- Ǔ
- Ǚ
- Ž

## 같이 보기
- Ć
- CH (이중음자)